# Warhammer 40.000: Dawn of War Dark Crusade
Warhammer 40,000: Dawn of War: Dark Crusade (En español Warhammer 40,000: Dawn of War: Cruzada Oscura) es un videojuego de estrategia en tiempo real, la segunda expansión del videojuego Warhammer 40,000: Dawn of War desarrollado por la empresa Relic Entertainment y publicado por THQ. Basado en el juego de guerra de mesa de Games Workshop, Warhammer 40,000, Dark Crusade fue lanzado el 9 de octubre de 2006. La expansión presenta dos nuevas razas, el Imperio Tau y los Necrones. Incluyendo la facción de la primera expansión la Guardia Imperial de Dawn of War Winter Assault (Asalto Invernal), con lo que hay un total de siete facciones jugables en esta expansión.
A diferencia de Winter Assault, Dark Crusade es una expansión independiente que no requiere la instalación previa del videojuego original Dawn of War o de Winter Assault para jugarlo, lo que permite al usuario jugar como las siete facciones en los modos Escaramuza y Campaña de un solo jugador.
Paralelo al lanzamiento de Dark Crusade, THQ también lanzó un paquete triple de Dawn of War, Winter Assault y Dark Crusade, apodado Dawn of War Anthology. El caso está grabado con imágenes de todos los líderes de las facciones de la campaña vestidos con sus respectivos equipos de guerra.

## Jugabilidad
Al igual que con los títulos anteriores de Dawn of War, Dark Crusade se centra en la parte del conflicto del juego; para obtener más recursos, los jugadores deben pelear por ellos. Cada jugador comienza con una base y gana cumpliendo los objetivos de la misión. Existen múltiples niveles de tecnología, cada uno de los cuales permite unidades y actualizaciones más potentes.

### Unidades
La cantidad de unidades que un jugador puede poseer al mismo tiempo está determinada por la población y la "capacidad de escuadrón" de la escuadra; estos limitan la cantidad de tropas de infantería y vehículos que un jugador puede tener en el campo de batalla. Las limitaciones de escuadra se pueden aumentar usando métodos que difieren entre las razas. La mayoría de las unidades tienen un ataque cuerpo a cuerpo y un ataque a distancia. Las unidades a menudo se especializan para ser mejores usando un tipo de ataque. Todas las unidades también tienen posturas; estas afectan la forma en que las unidades responden a los enemigos. Hay seis tipos de unidades: comandantes, infantería, infantería pesada, constructores, vehículos y Titanes.
Los comandantes son unidades tipo héroe, y generalmente solo se pueden construir una vez. Si perecen, pueden ser reconstruidos. Una subclase es la unidad de semi-comandante, que tienen muchas habilidades, como la unidad comandante, pero puede construirse varias veces. La infantería son soldados de infantería, y pueden ser regulares o pesados, y la infantería pesada es mucho más dura que la infantería normal. Los vehículos son armas pesadas y transportes, e incluyen tanques, artillería, transportes de tropas y caminantes. Los titanes son unidades del final de la partida, que generalmente requieren el nivel tecnológico más alto y una reliquia capturada. Los Titanes aparecen como todos los otros tipos de unidades dependiendo de las Facciones. al igual que los Comandantes, solo pueden construirse una vez y pueden reconstruirse.
Todas las unidades, aparte de los titanes y la mayoría de los héroes, constructores y vehículos, entran en escuadrones. Estos son grupos de infantería que están comandados como una sola entidad. Se pueden reforzar con miembros adicionales, equipados con armas especiales, o se pueden unir a unidades de héroe. Algunos escuadrones tienen habilidades especiales, como granadas, teletransportación y sigilo, desbloqueadas con unidades de investigación o líderes. La longevidad de la unidad está determinada por sus puntos de salud y moral, que rigen la efectividad de combate de un escuadrón. Ambos son reducidos por armamento; la moral se recarga de forma independiente o debido a las habilidades de la unidad, mientras que la salud se ve incrementada por las unidades de sanación o la reparación, y algunas unidades también pueden curarse a sí mismas. Los Necrones tienen la habilidad de volverse a armar y engendrar nuevamente.

### Multijugador
Los jugadores pueden conectarse directamente mediante una conexión IP o jugar en su LAN. Hay ocho modos de juego disponibles para la escaramuza en línea, como Aniquilación, que requiere que el jugador destruya todos los edificios enemigos capaces de producción unitaria o muerte súbita, lo que hace que un jugador sea eliminado si otro captura uno de sus puntos estratégicos. Múltiples modos de juego pueden ser habilitados, llamando a múltiples condiciones ganadoras. Debido a su naturaleza como un paquete de expansión independiente, el jugador solo puede jugar como los Tau o Necrones en el modo multijugador. Pueden ingresar su clave de CD original de Dawn of War para tener acceso a las cuatro facciones originales. Del mismo modo, se necesita una clave CD de Asalto inviernal para acceder a la Guardia Imperial.

### Campaña
La expansión presenta una "capa estratégica basada en el riesgo", una campaña que incluye un "meta-mapa", similar a los juegos Dune de Westwood Studios, en comparación con las historias lineales programadas de versiones anteriores. Debido a esta falta de linealidad, no hay ninguna trama aparte de la cinemática de apertura; en su lugar, a medida que el jugador conquista varias facciones opuestas, el juego proporciona una narración específica a la que el jugador ha conquistado. Si el jugador gana la campaña, se  muestra una película cinemática que depende de qué facción esté controlando el jugador.
El jugador puede elegir una facción para jugar como, y luego participar en un combate por turnos con las otras facciones controladas por la IA. Hay varias provincias, que son conquistadas peleando una escaramuza regular sobre ellas. Estos pueden dar una bonificación especial o suministrar una "guardia de honor" que son unidades especial, versiones potentes y no entrenables de unidades regulares. Solo se pueden crear en la pantalla principal del campo de batalla, y al igual que los refuerzos provinciales, cuestan una cantidad de requisa planetaria, un recurso ganado por turno en función de la cantidad de provincias que controla el jugador. Las unidades de la guardia de honor se transfieren a las provincias y pueden usarse repetidamente. También hay siete provincias 'Bastiones' que funcionan como bases para las facciones respectivas; estos se hacen como juegos de campaña más tradicionales, con múltiples objetivos secundarios y primarios que varían de una facción a otra.
Además, la unidad del comandante de una carrera puede actualizarse con un "señor de guerra" especial, actualizaciones únicas personalizables que varían según la raza. Estos se otorgan en los hitos de la batalla, que van desde una cierta cantidad de asesinatos a la conquista de muchas provincias.
Los escenarios de campaña son persistentes, lo que significa que todas las estructuras de los jugadores se 'guardan' cuando se gana un juego. Por ejemplo, si un jugador construye una base y conquista una provincia, solo para tener una facción vecina que ataque la provincia mencionada anteriormente, el jugador comenzará con su base anterior, con la excepción de no haber investigado ninguna tecnología. Además, el CPU siempre comienza en el mismo lugar, en lugar de ser aleatorio. Si se construye una defensa alrededor del punto de partida del CPU y está demasiado cerca, se eliminará al comienzo de la partida de defensa. Los jugadores también pueden elegir guarnecer las provincias con unidades que estén disponibles al instante si la provincia es atacada. Estas se compran con requisa planetaria.

## Razas
Las cinco facciones preexistentes ganan nuevas unidades, y dos nuevas razas jugables están disponibles.

### Imperio Tau
Una de las dos facciones más nuevas, los Tau son únicos en múltiples formas. Los guerreros tau y los vehículos son poderosos en batallas a distancia, pero carecen de la potencia del combate cuerpo a cuerpo; su comandante incluso carece por completo de un ataque cuerpo a cuerpo. Muchas unidades de los Tau tienden a ser relativamente frágiles, pocas en número y costosas. Para compensar, luchan junto a los alienígena Kroot, usando estos guerreros primarios como auxiliares. Además, son la única Facción con una "opción" en sus elecciones tecnológicas finales; se presentan dos edificios de nivel final, que proporcionan diferentes unidades y tecnologías de juego final. Solo uno puede ser elegido. Los Tau tampoco tienen estructuras de defensa independientes o campos de minas. Sin embargo, una de sus Infantería Pesada; el traje de batalla del costado, puede ser atrincherado y usar sus cañones de riel montados en el hombro, convirtiéndolos efectivamente en torretas.

### Necrones
Los Necrones son únicos, ya que no requieren requisa para construir su ejército. Todas las unidades están en sí mismas sin costo de puntos de requisa. La energía es el único recurso que los necrones necesitan para realizar investigaciones, construir edificios y construir y reforzar brigadas. Sin embargo, capturar puntos estratégicos y construir Obeliscos (la publicación de escucha Necrons) en ellos aumentará la velocidad de investigación y construcción, y también ampliará el límite de población. El Monolito Necron, su base de operaciones, se restaura a medida que se construyen más edificios, a la vez que se desbloquean nuevas unidades y funciona como el único edificio que produce vehículos y tropas. Cuando está totalmente restaurado, se vuelve móvil (Muy lento, aunque puede teletransportarse) y está armado con poderosas armas. Muchas unidades Necron tienen la habilidad de regenerarse.
Los necrones se vieron anteriormente en Asalto de invierno al final de la campaña para un jugador, pero notablemente más fuertes.

## Personajes notables
Dark Crusade presenta algunas reapariciones de personajes vistos en juegos pasados, como la sacerdotisa Taldeer y el jefe de guerra Gorgutz 'Caza cabezas', que aparecieron en Winter Assault y el Shas'la Tau Kais que aparecieron en el juego de disparos en primera persona Fire Warrior ahora como Shas'O Tau Kais, el comandante de los Tau involucrado en la Dark Crusade.

## Campaña
Los eventos de Dark Crusade tienen lugar en el planeta Kronus, un mundo en la franja oriental del Imperio, donde la población humana local coexiste fácilmente con el cercano Imperio Tau. Un antiguo Cañón Titán infernal firmemente atrincherado en la Bahía de la victoria y la necesidad de ayudar a la población humana local son las mismas razones por las que la Guardia Imperial llega a Kronus para "liberarlos" del dominio Tau. También es un antiguo mundo de tumbas necrones, cuyos habitantes comienzan a despertar. Los Eldar de Astromundo Ulthwé pronto llegará para evitar que crezca la amenaza necrona. Además, Kronus es un mundo con reliquias ocultas, dejado atrás por la Herejía de Horus, que son importantes para los Cuervos Sangrientos y la Legión de los Portadores de la Palabra. También hay una población orca local en las selvas del sur que se moviliza rápidamente contra las nuevas amenazas después de unirse bajo un nuevo jefe de guerra. Enfrentado a esa oposición contra la próspera colonia, el Etéreo Tau Aun'el, sabiendo que el mundo debe mantenerse, ordena a los Guerreros del Fuego que luchen contra las otras facciones.

### Final Canónico
El destino del sistema Kronus depende de las acciones tomadas por las distintas facciones que luchan por él, pero los únicos detalles conocidos sobre el final canónico provienen del diálogo en la continuación, Warhammer 40,000: Dawn of War II, en el que los Cuervos Sangrientos ganaron la Cruzada Oscura. El Capitán Davian Thule perdió su ojo izquierdo después de su batalla con el Señor Necrón de Kronus.

## Desarrollo
Dark Crusade usa el mismo motor que el juego original Dawn of War, que permitió al desarrollador del juego Relic centrar la mayor parte de sus esfuerzos en renovar la campaña de un jugador y equilibrar las dos nuevas razas. En la convención E3 del 2006, las dos nuevas facciones se demostraron a través de una función en el motor, aunque no se mostró ninguna versión jugable. Las nuevas unidades se dieron a conocer regularmente después del 11 de agosto. La primera versión jugable disponible se lanzó el 18 de septiembre a GameSpot. Dark Crusade salió de la etapa de desarrollo el 21 de septiembre, y se espera que sea enviado a todo el mundo el 9 de octubre.

## Recepción
La expansión fue alabada como un "excelente juego de estrategia en tiempo real", con su campaña para un jugador no lineal, multijugador estabilizado y características adicionales, y fue seleccionado por IGN y GameSpot como el mejor videojuego de expansión del 2006. La mayoría quedó bastante sorprendida por la calidad y el tamaño de la expansión, afirmando que la gran cantidad de contenido nuevo "[insufló] vida nueva en el videojuego". Los críticos citaron el excelente equilibrio entre las facciones, diciendo que tuvo un efecto positivo tanto para un jugador como para varios jugadores. Además de las nuevas unidades y facciones, los cambios en la mecánica del juego, como la reelaboración del sistema unitario de élite, fueron bien recibidos, ya que los críticos "forzaron a los jugadores a pensar en tácticas reales de armas combinadas en el modo multijugador y contribuyeron a más juegos decididos por auténtica estrategia y habilidad en lugar de simplemente quién puede especificar el orden de construcción correcto".
Algunos críticos afirmaron que los puntos débiles del juego incluían su complejidad; a algunos revisores no les gustaba cuánta microgestión se requería para ubicar efectivamente una raza contra otra, diciendo que esta complejidad era perjudicial para el juego. Como mencionó un crítico, "... cuando dejo de divertirme, dejo de jugar". La curva de aprendizaje también se estableció como muy pronunciada para un ETR, debido a que cada raza es diferente. Otra cosa que a los críticos no les gustó fue la incapacidad del jugador para 'alejarse' con la cámara del juego; esto a veces se interpuso en grandes batallas, y fue especialmente notable cuando se jugaba como o contra los Tau, ya que sus armas de largo alcance a menudo daban como resultado que atacaran a sus objetivos fuera de la pantalla. Si bien el consenso general sobre la renovada campaña para un solo jugador fue positivo, algunos críticos consideraron que no era particularmente desafiante; descubrieron que la IA era estratégicamente débil, y no había elementos aleatorios en la mayoría de las misiones de escaramuza que mejorarían la rejugabilidad. El uso de una función de resolución automática aleatoria para determinar qué carreras ganaron qué territorios fue visto como un inconveniente; Además, un crítico descubrió que la IA ataca la base local muy raramente, y que atacarían zonas insignificantes sin importar la oportunidad de capturar otras más importantes. En términos de nuevas incorporaciones, algunos críticos sintieron que las facciones, en particular los Necrones, fueron vencidos.
Dark Crusade ganó en la Computer Games Magazine la Mejor Ampliación del Año 2006. Los editores escribieron: "Con esta expansión, Dawn of War se ha convertido en el último juego de Warhammer.